# Cascades d'Ouzoud
Les cascades d'Ouzoud (de l'amazic, ‘cascades de les olives') són unes cascades d'uns 110 m d'alçada, a tres nivells, a l'uadi Ouzoud, a 1.068 m d'altitud a l'Atles Mitjà, al Marroc.
Aquest vast lloc és un important lloc turístic marroquí, situat a 30 km d'Azilal, a 120 km de Beni Mellal i a 150 km al nord-est de Marràqueix.

## Descripció
Aquestes cascades, considerades entre les més altes i belles del Marroc, sovint dominades per un arc de Sant Martí, es localitzen en una vall verda i rural de gres vermell, plantada amb oliveres, ametllers, figueres i garrofers.
Contràriament al que és habitual, les cascades, formades per una sèrie de salts d'aigua, són més amples a dalt que a baix. La vall situada a sota de les cascades, on hi ha una espècie de piscina natural, és exuberant i el seu encant s'amplifica pel fet que està oculta, només visible al final del camí envoltat d'oliveres que li donen accés. Són les oliveres que donen nom a les cascades, perquè ouzoud significa ‘oliva’ en la llengua amaziga.
Les cascades no són totalment naturals, ja que al capdamunt, l'aigua de Wadi el-Abid (de l'àrab, ‘riu dels esclaus') es concentra per una sèrie de canals que s'empren per a alimentar una dotzena de molins d'oli antics, alguns dels quals encara s'utilitzen.

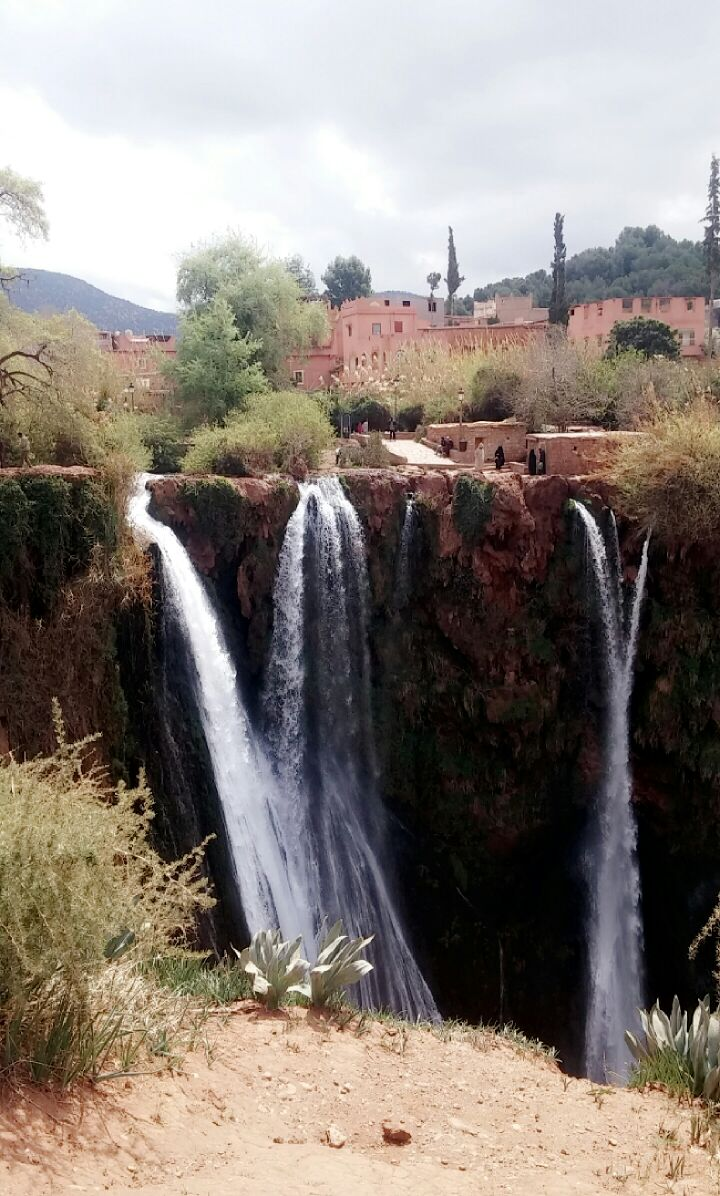
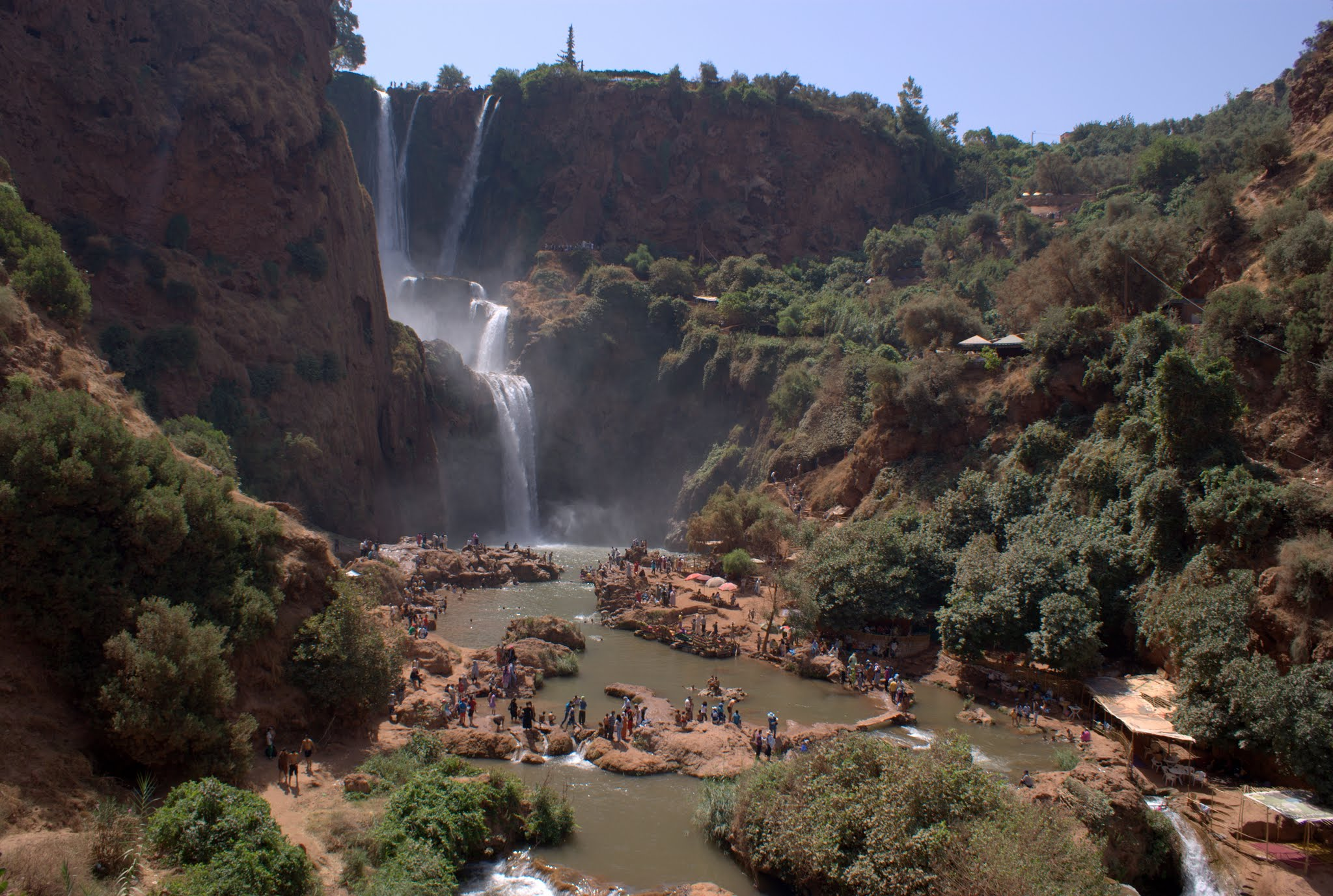
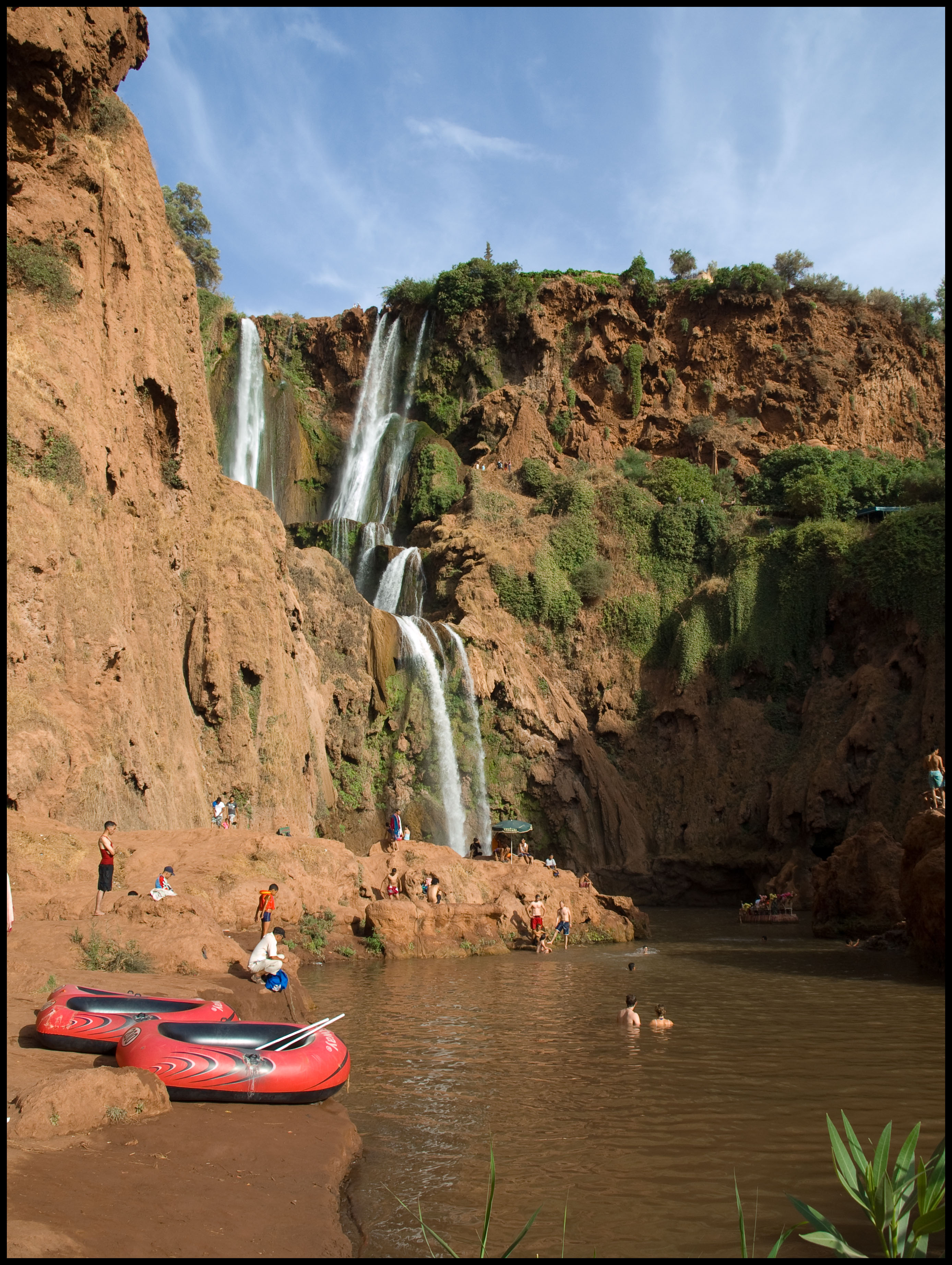
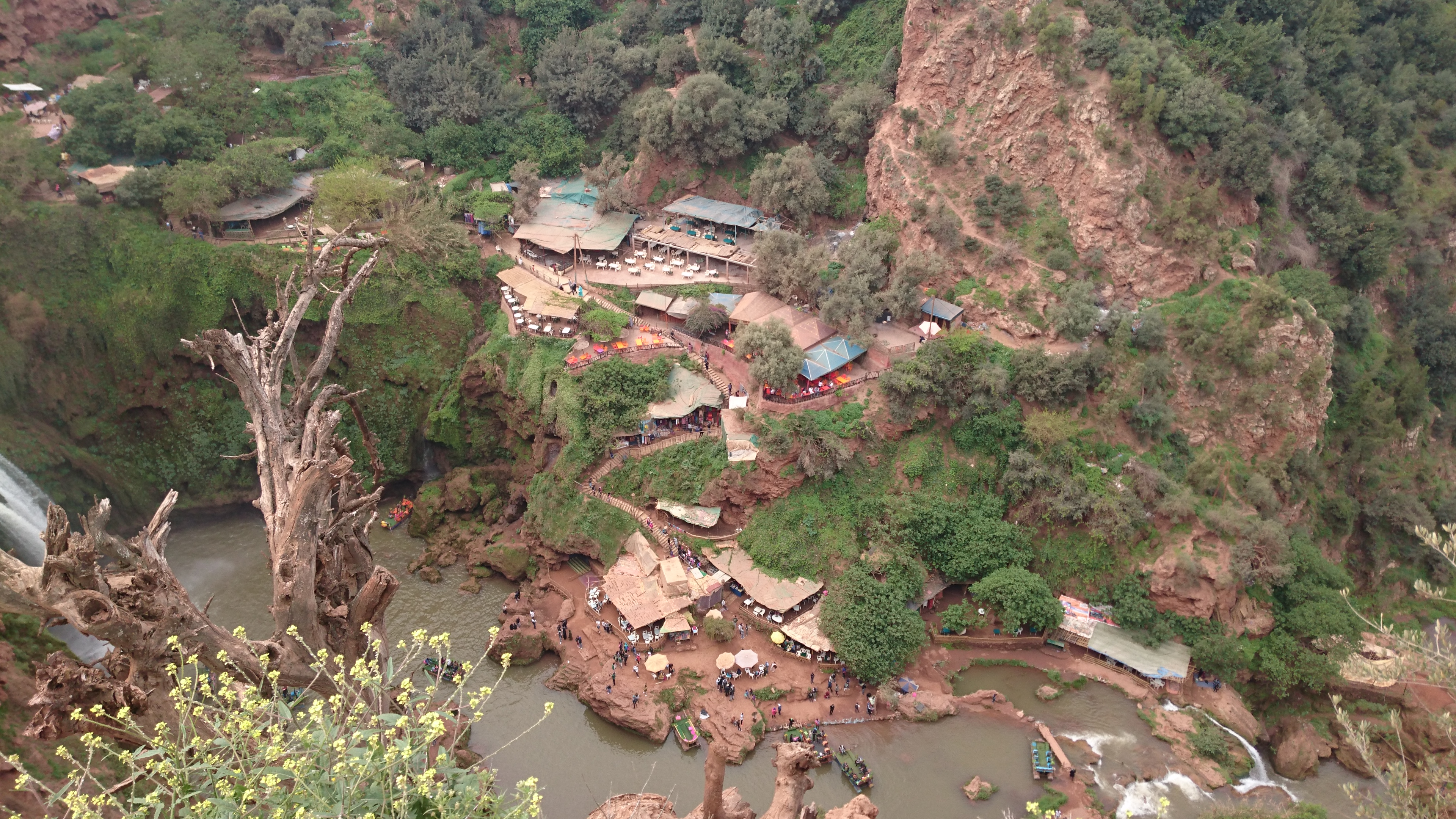
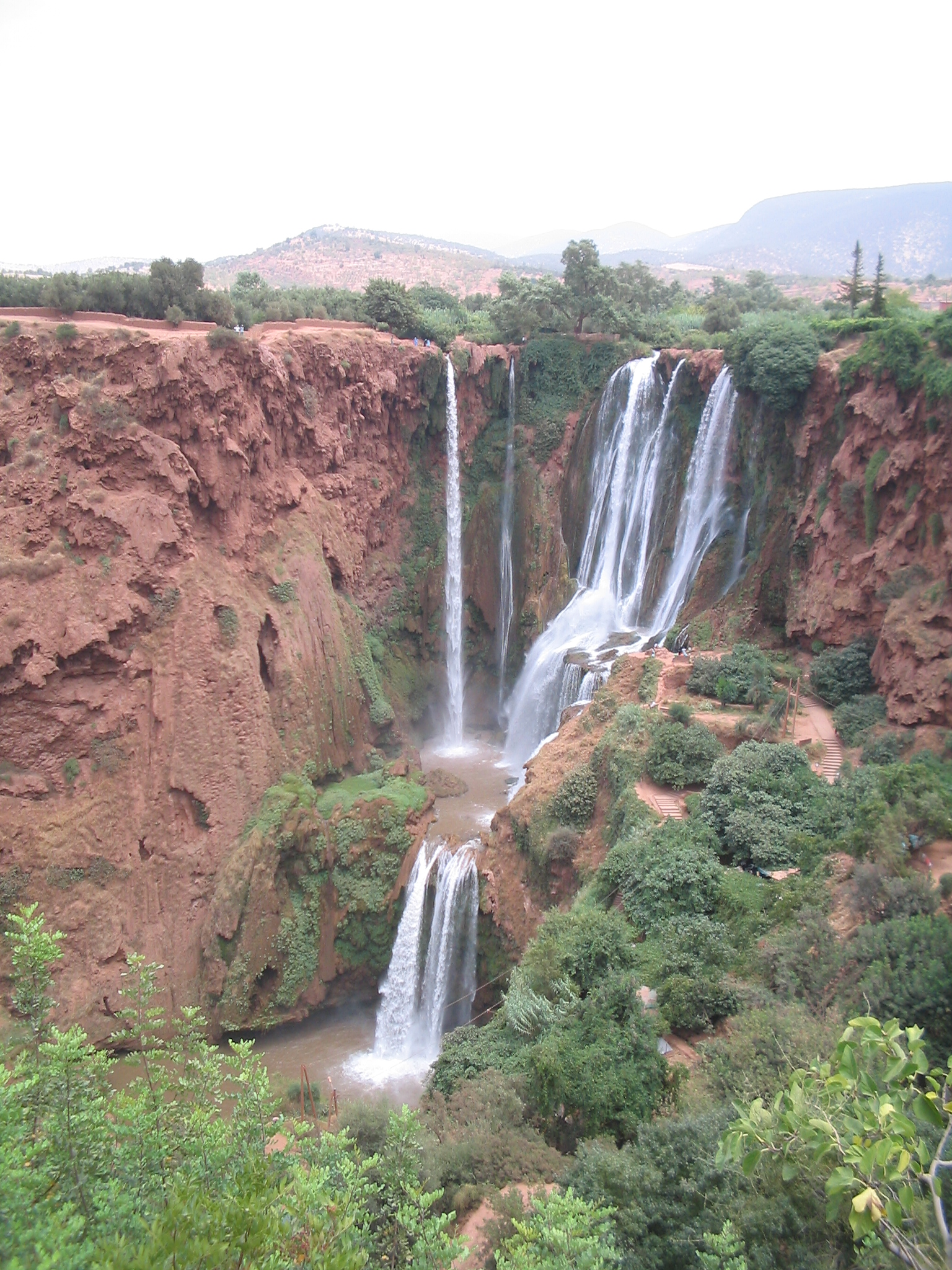
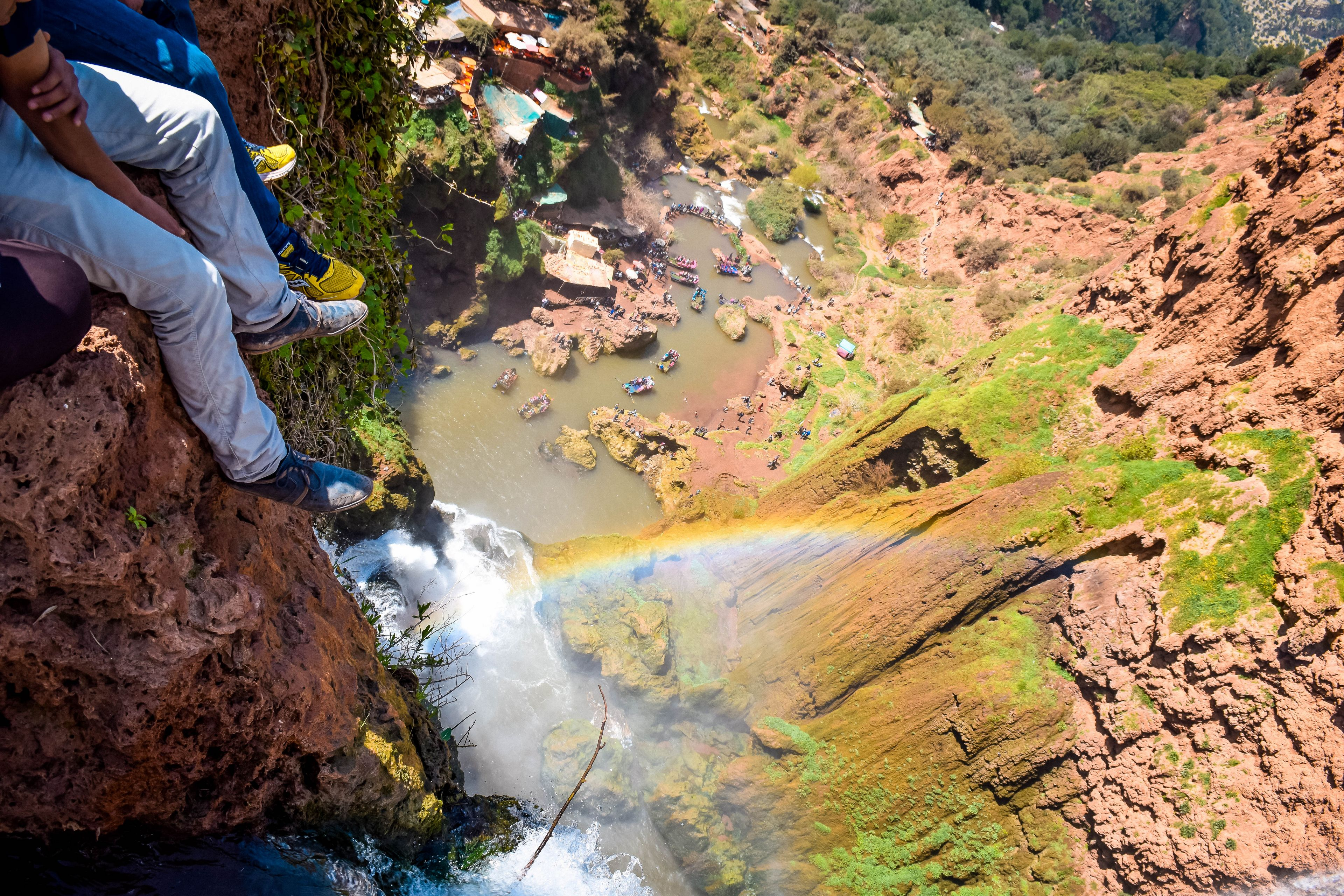
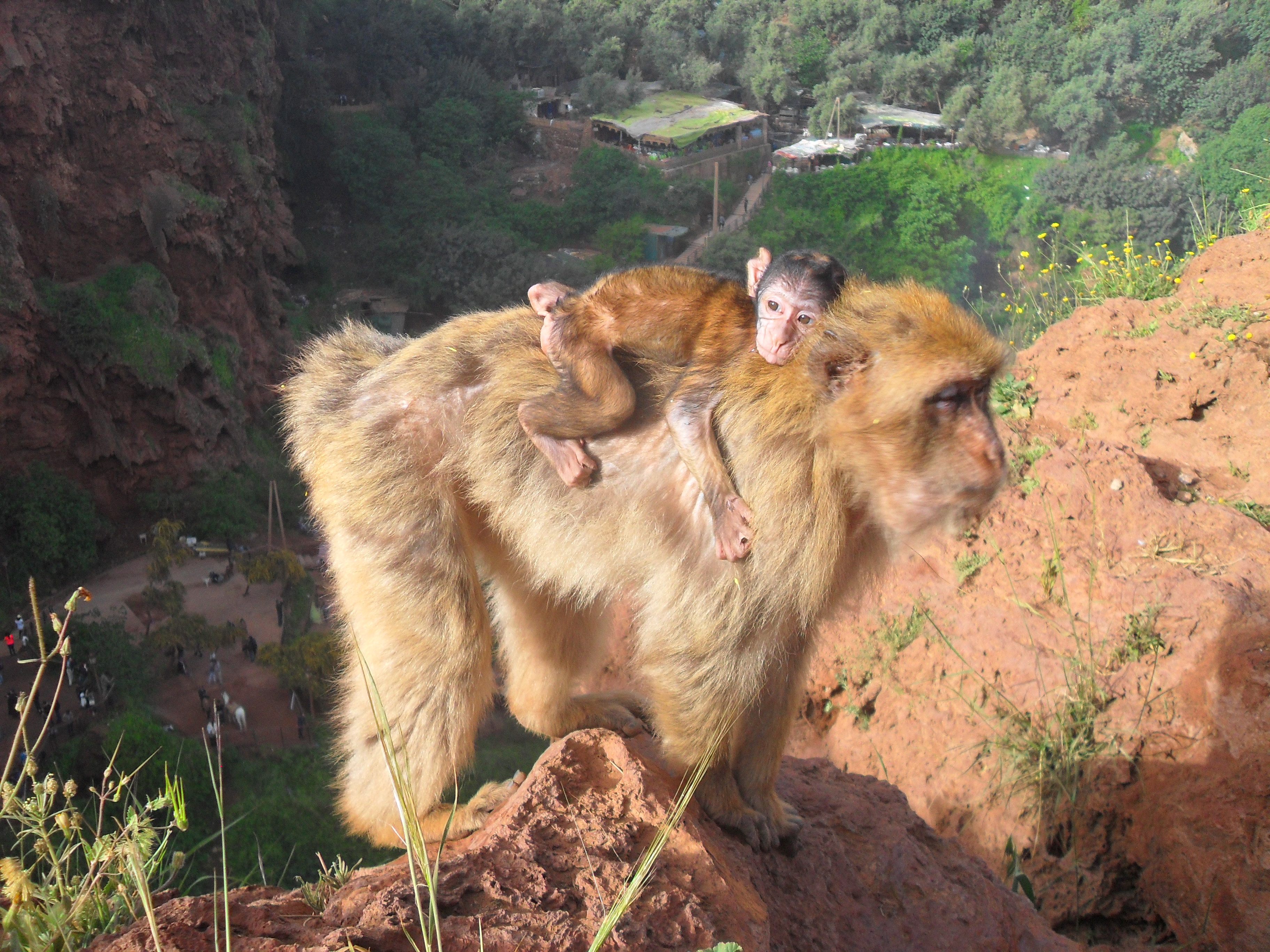
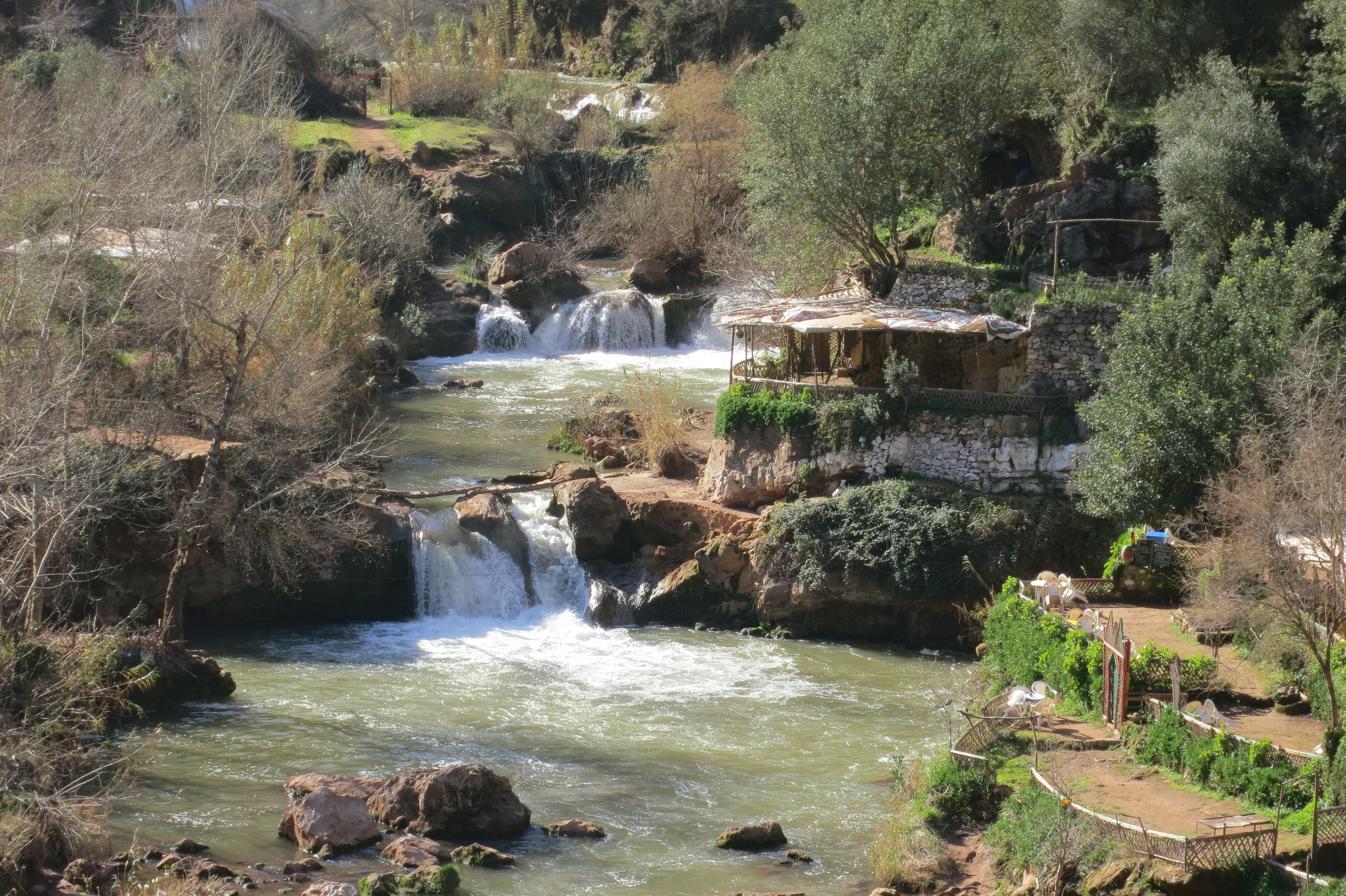

A les cascades hi viu un grup de mones de Gibraltar, una espècie en perill d'extinció que només es troba en alguns llocs de l'Atles i al penyal de Gibraltar.

## Turisme
Recentment, les cascades d'Ouzoud s'han fet més accessibles des de la petita ciutat d'Aït Attab, a uns 25 km procedint de Beni Mellal o de Marràqueix, a través de la ciutat sucrera d'Oulad Ayad de la província de Fquih Ben Salah.
El lloc turístic conservat, tranquil i natural, completament per a vianants, ofereix nombrosos hotels, càmpings amb cabanes i barraques rudimentàries de bambú i canya, llocs de bany, petits restaurants amb terrasses, cuina amaziga, i botigues d'artesania amaziga de l'Atles Mitjà, al llarg d'un camí de vianants que baixa al peu de la cascada.

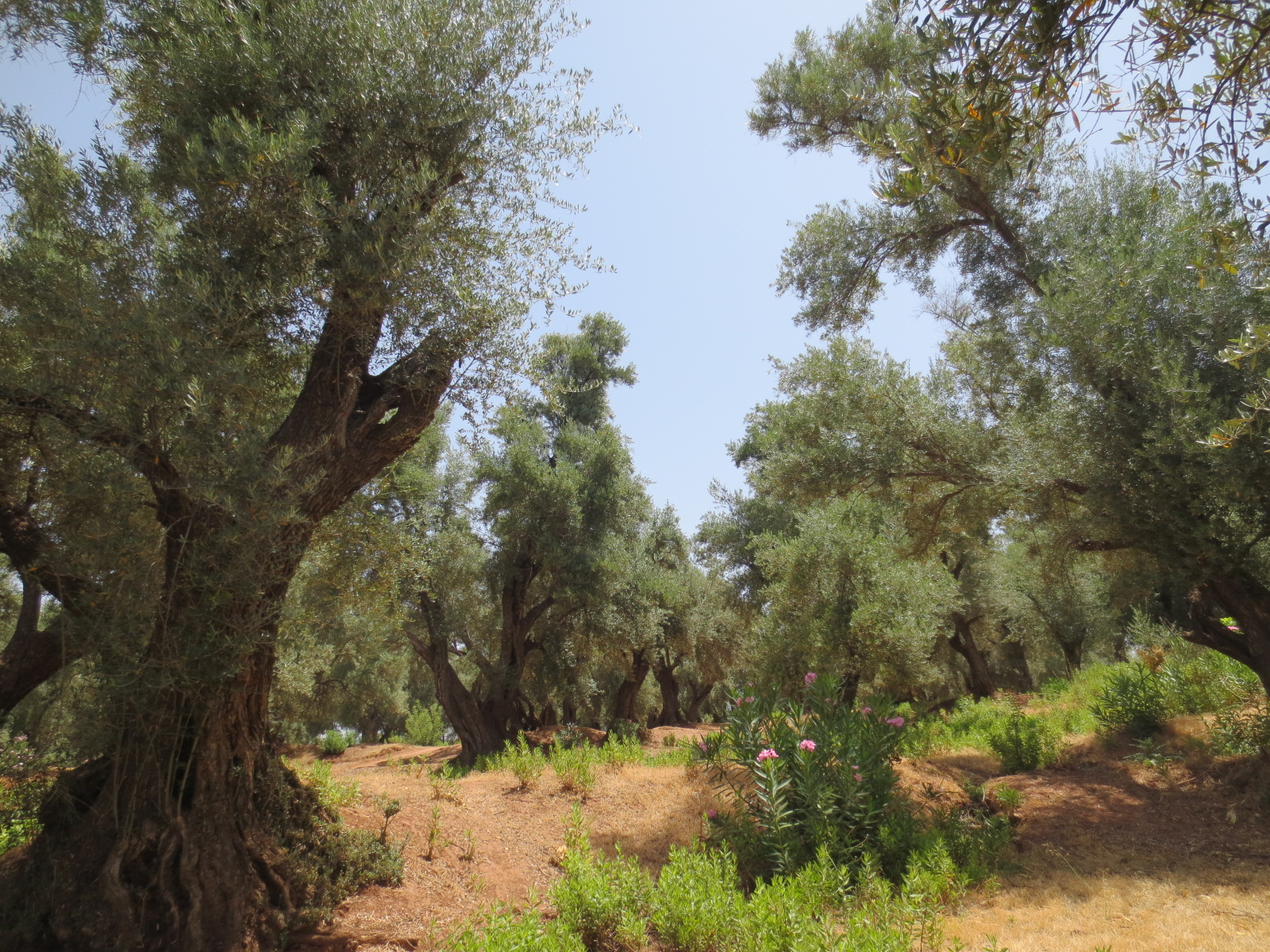
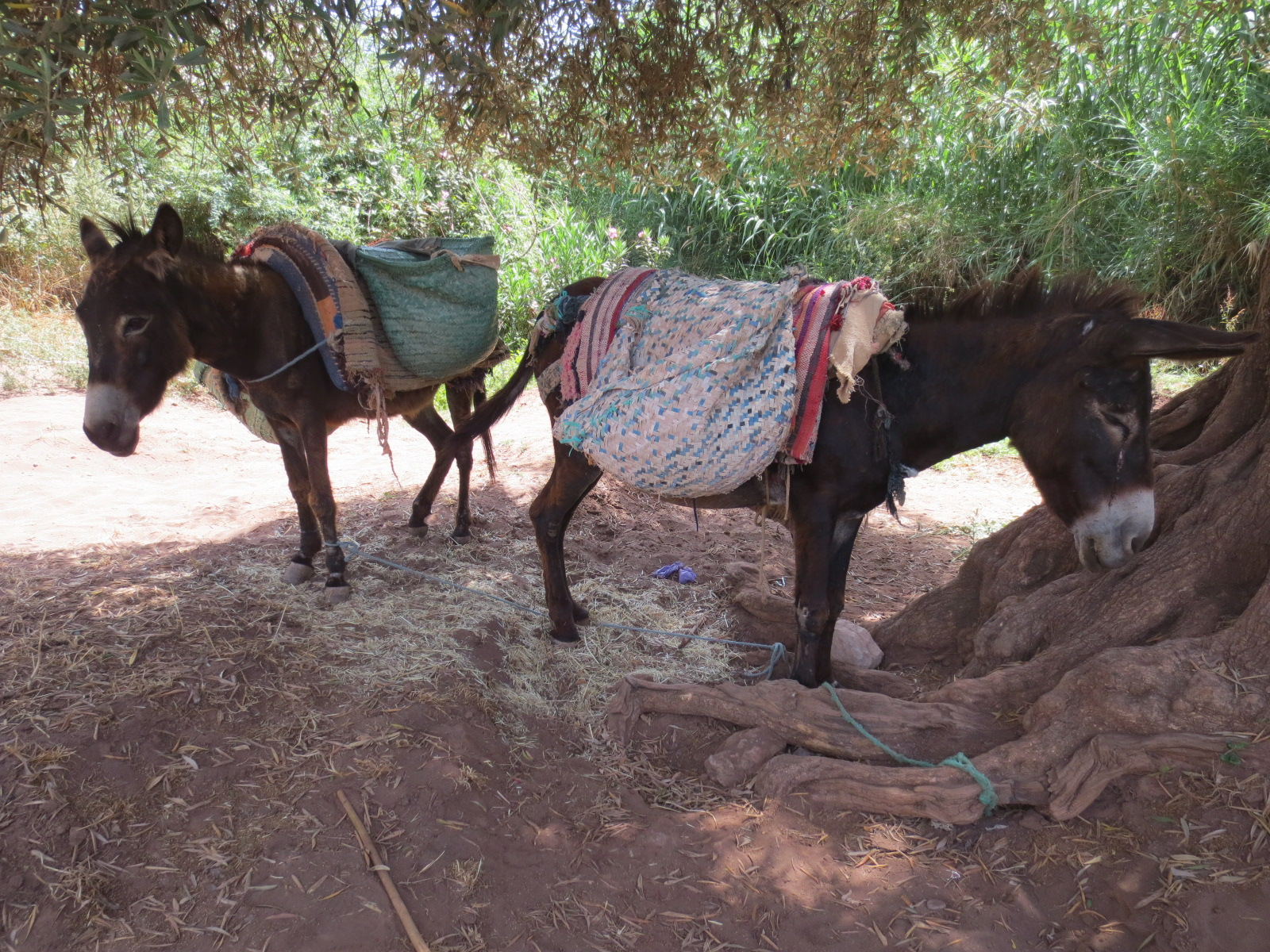
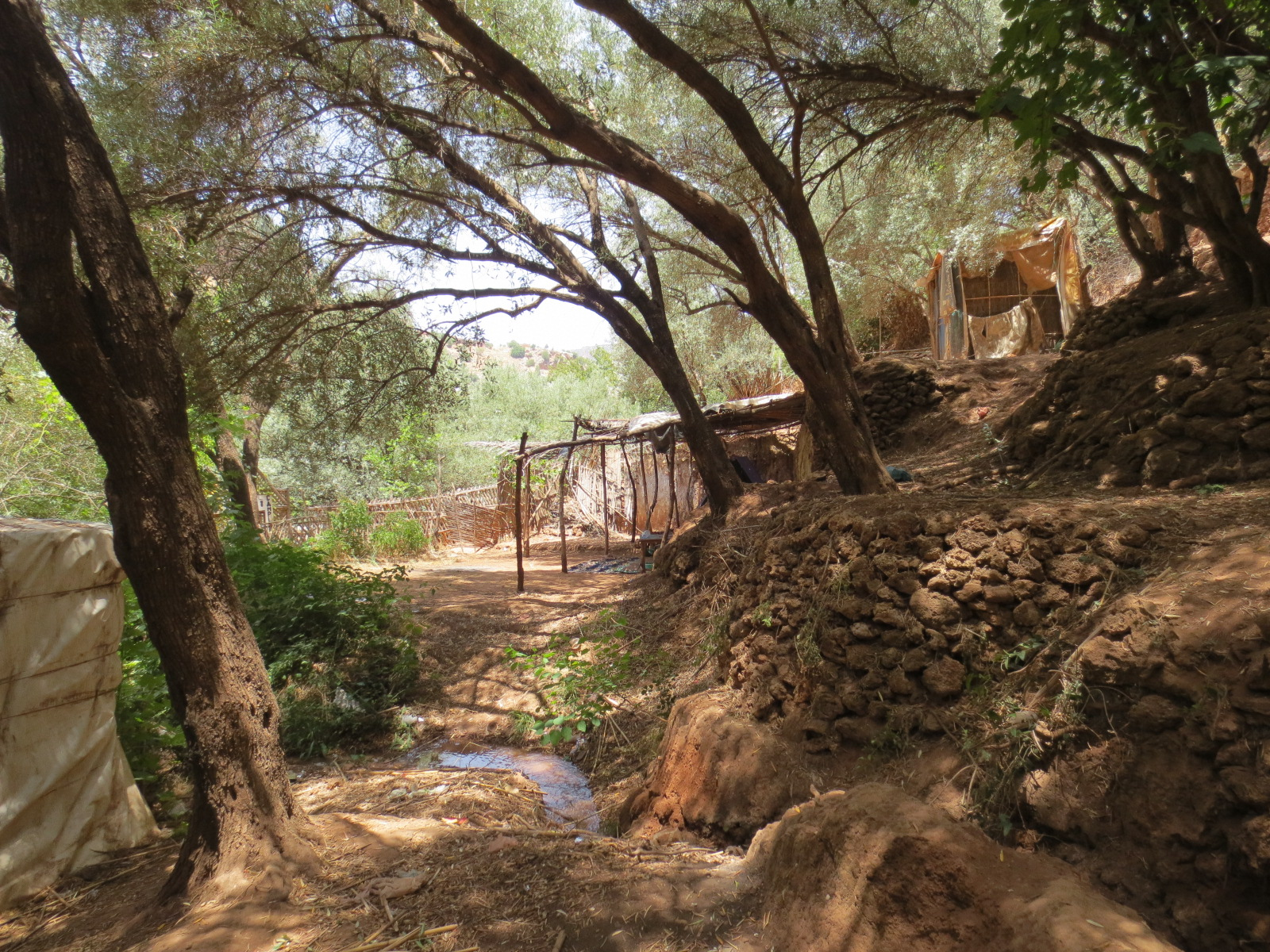
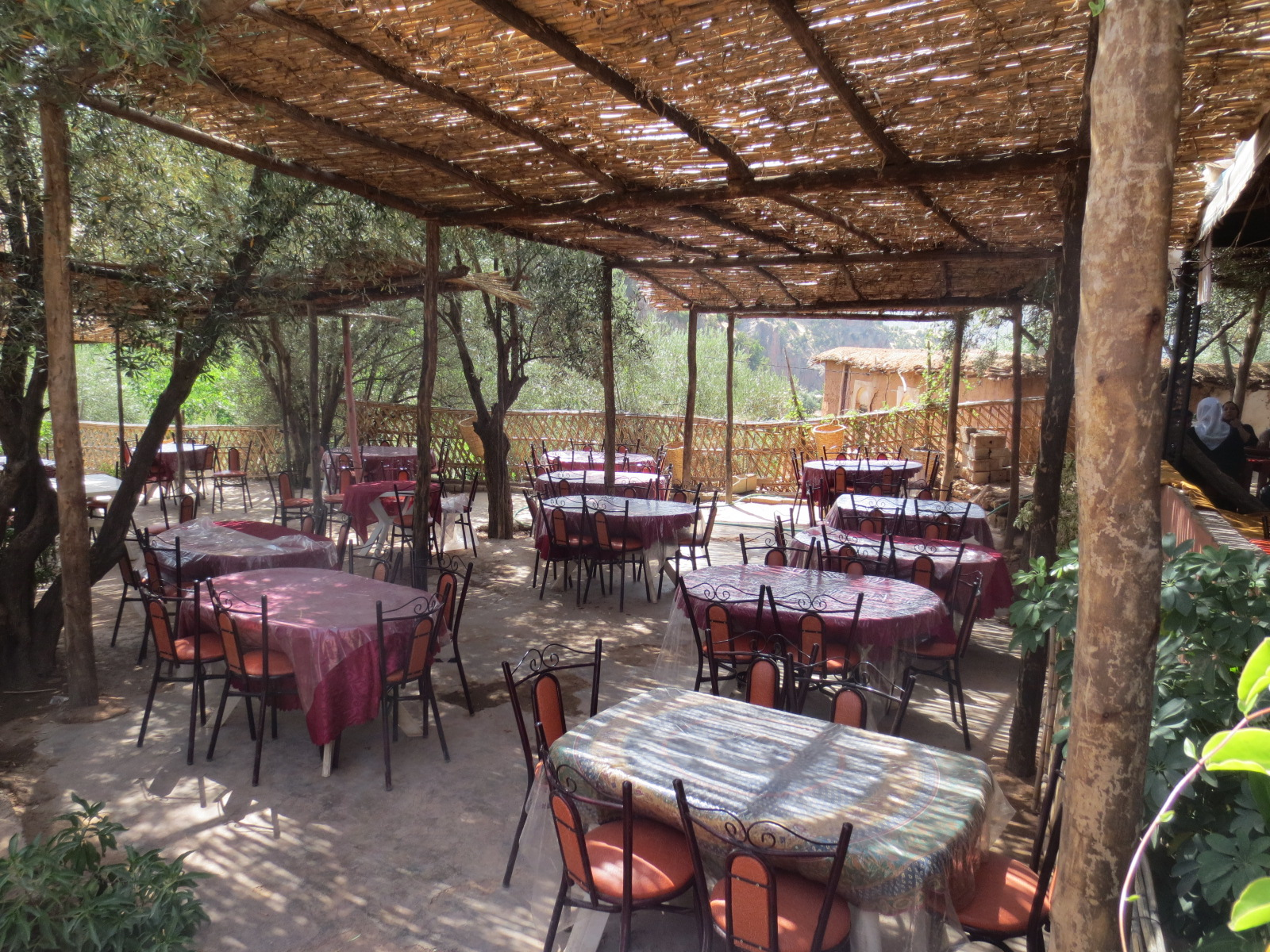
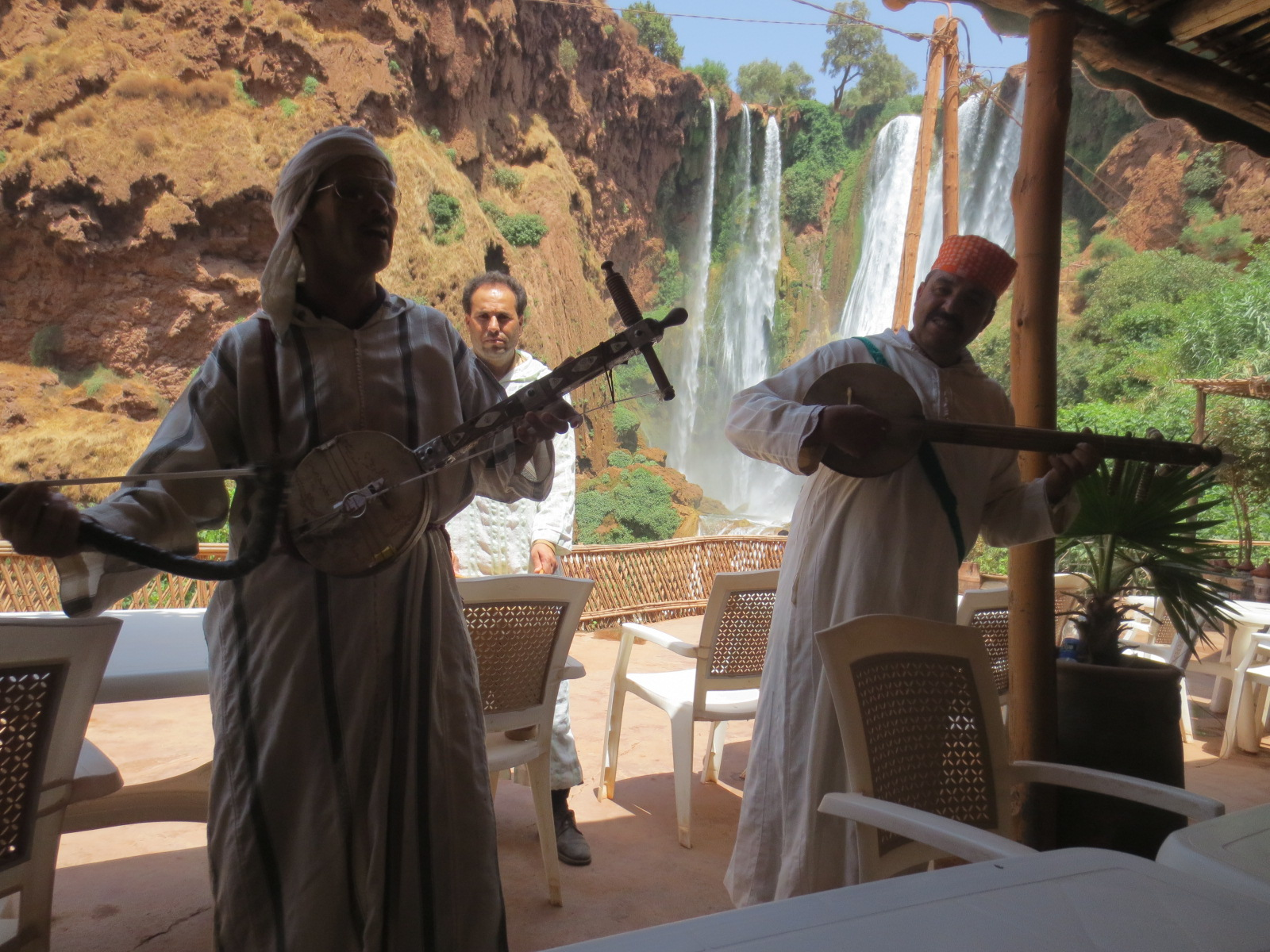
Grup folklòric marroquí
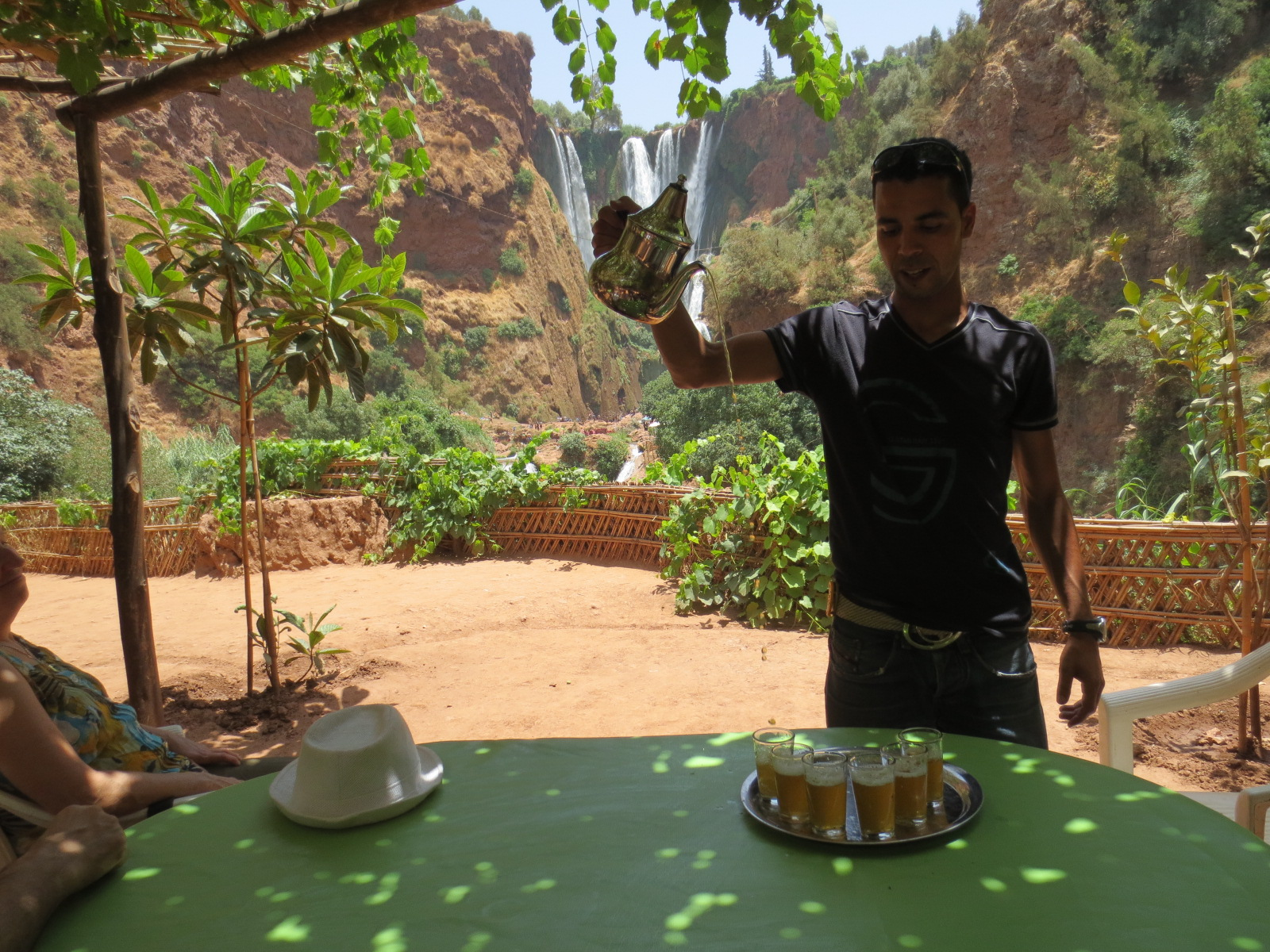
Te amb menta
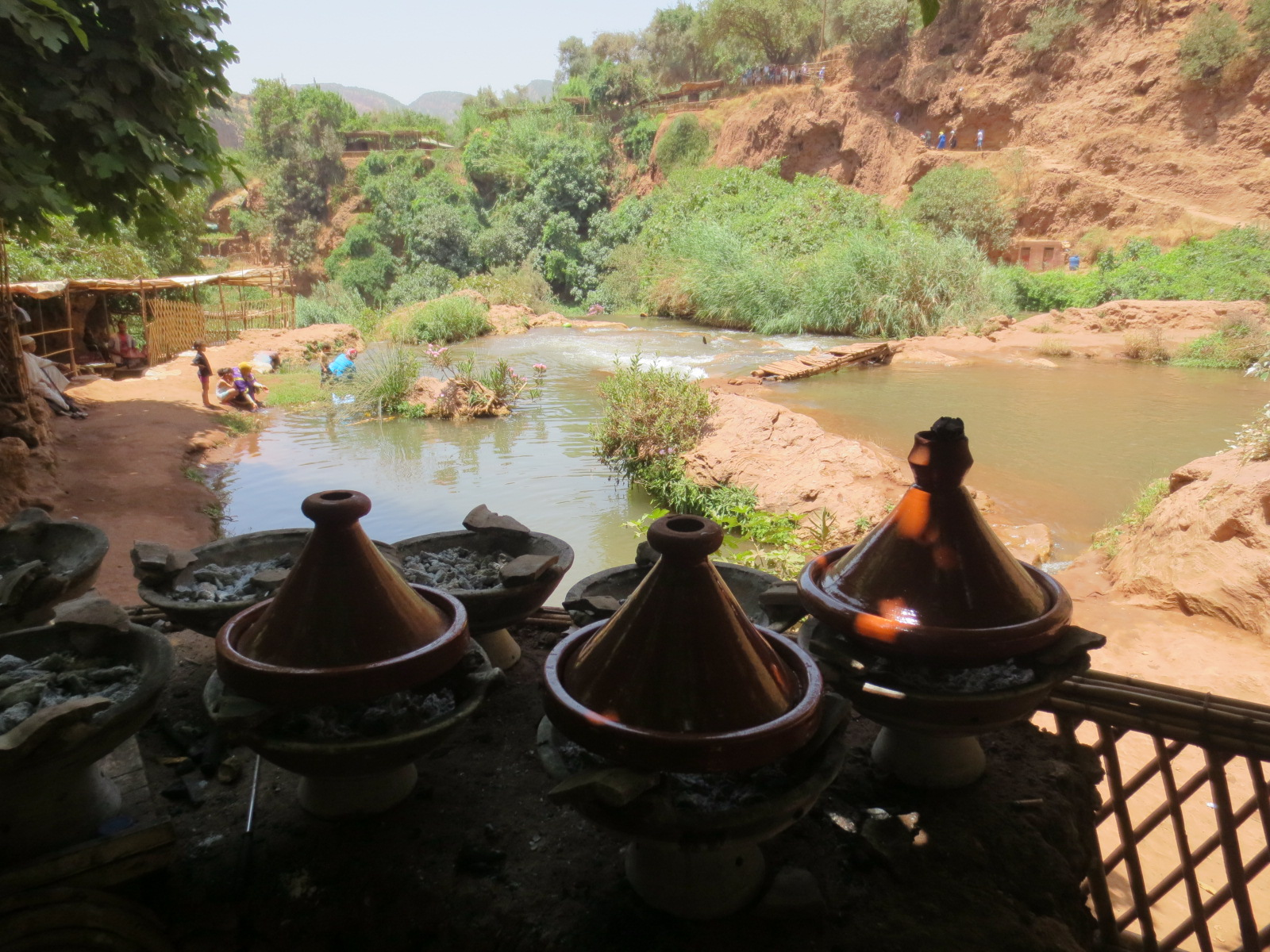
Tajines
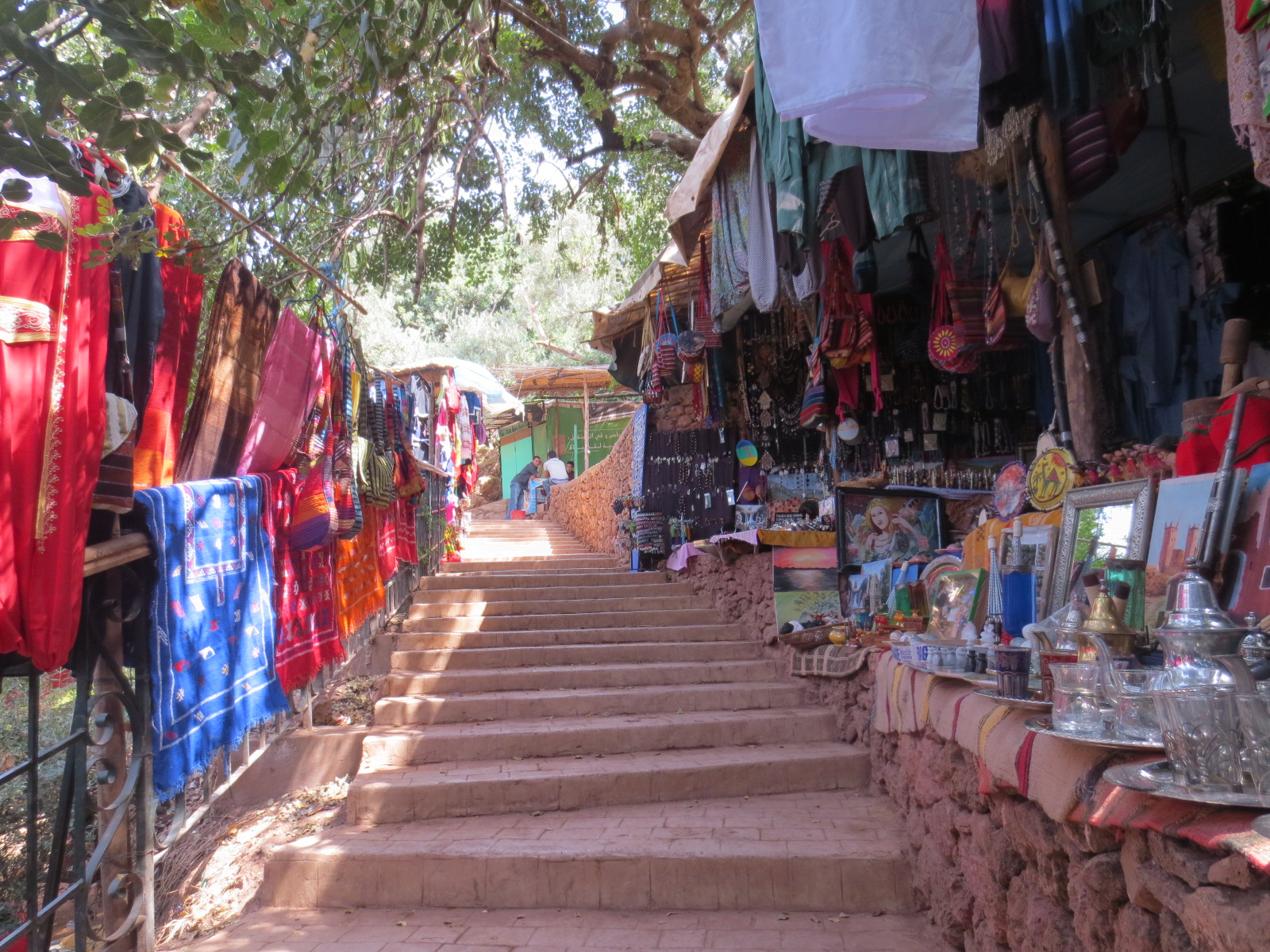
Botigues d'artesania

Altres atractius turístics propers per la bellesa del paisatge són el congost d'el-Abid i l'anomenat «poble mexicà», que alguns prefereixen anomenar més correctament, el «poble amazic», al qual s'accedeix per camins amb trams semisubterranis. El congost té uns 600 metres de profunditat, i de vegades la part inferior no es pot distingir de la carretera que serpenteja al llarg de la vall, que és un dels accessos a les cascades. La vall d'Abid també és popular per fer senderisme.
A dalt de les gorges, el-Abid alimenta la gran presa de Bin El Ouidane, situada a l'altre costat del parc nacional.